# Capo Gustav Holm

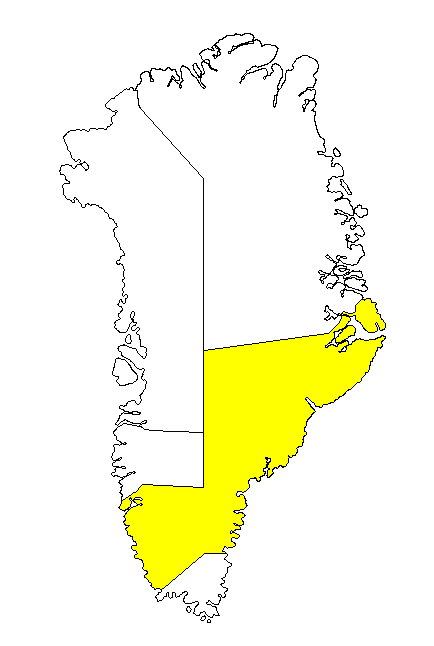
Comune di Sermersooq, dove si trova il Capo Gustav Holm

Il capo Gustav Holm è un capo della Groenlandia dedicato al pastore groenlandese Gustav Holm. Si trova nella Terra di Re Cristiano IX, proteso nello stretto di Danimarca, a pochi chilometri dal Circolo polare artico; fa parte del comune di Sermersooq.